# Teater Aurora
Teater Aurora i Stockholm var en fri teatergrupp, som var verksam åren 1978 till 1994. Teatern grundades av  regissören Hilda Hellwig och  dramatikern Claes Peter Hellwig. Teater Aurora disponerade Biograf City i Gubbängen och därefter biografen Capitol vid Sankt Eriksplan.

## Uppsättningar (urval)
- 1979 Och mörkret täcker jorden av Claes Peter Hellwig efter en roman av Jerzy Andrzejewski.
- 1981 Don Carlos av Friedrich Schiller.
- 1984 Evighetens Desperado av Bengt Carlsson, Hilda Hellwig, Claes Peter Hellwig efter Fjodor Dostojevskijs Anteckningar från ett källarhål.
- 1988 Nattens skogar av Bengt Carlsson, Hilda Hellwig,Claes Peter Hellwig efter Djuna Barnes roman med samma namn.

Könets fångar, trilogi:
- 1992 Könets fångar av Hilda Hellwig och Claes Peter Hellwig
- 1993 Misantropen av Molière
- 1994 Indras dotter av Hilda Hellwig och Claes Peter Hellwig efter August Strindbergs Ett drömspel.